# Piero Drogo
Piero Francesco Carlo Drogo (Vignale Monferrato, 8 agosto 1926 – Bologna, 28 aprile 1973) è stato un pilota automobilistico italiano naturalizzato venezuelano.
Partecipò al Gran Premio d'Italia nel 1960 con una Cooper T43 Climax terminando la gara all'ottavo posto. Successivamente fondò la Carrozzeria Sports Cars per servire la fiorente attività motoristica modenese e creò la Ferrari 250 GT Drogo.

## Biografia

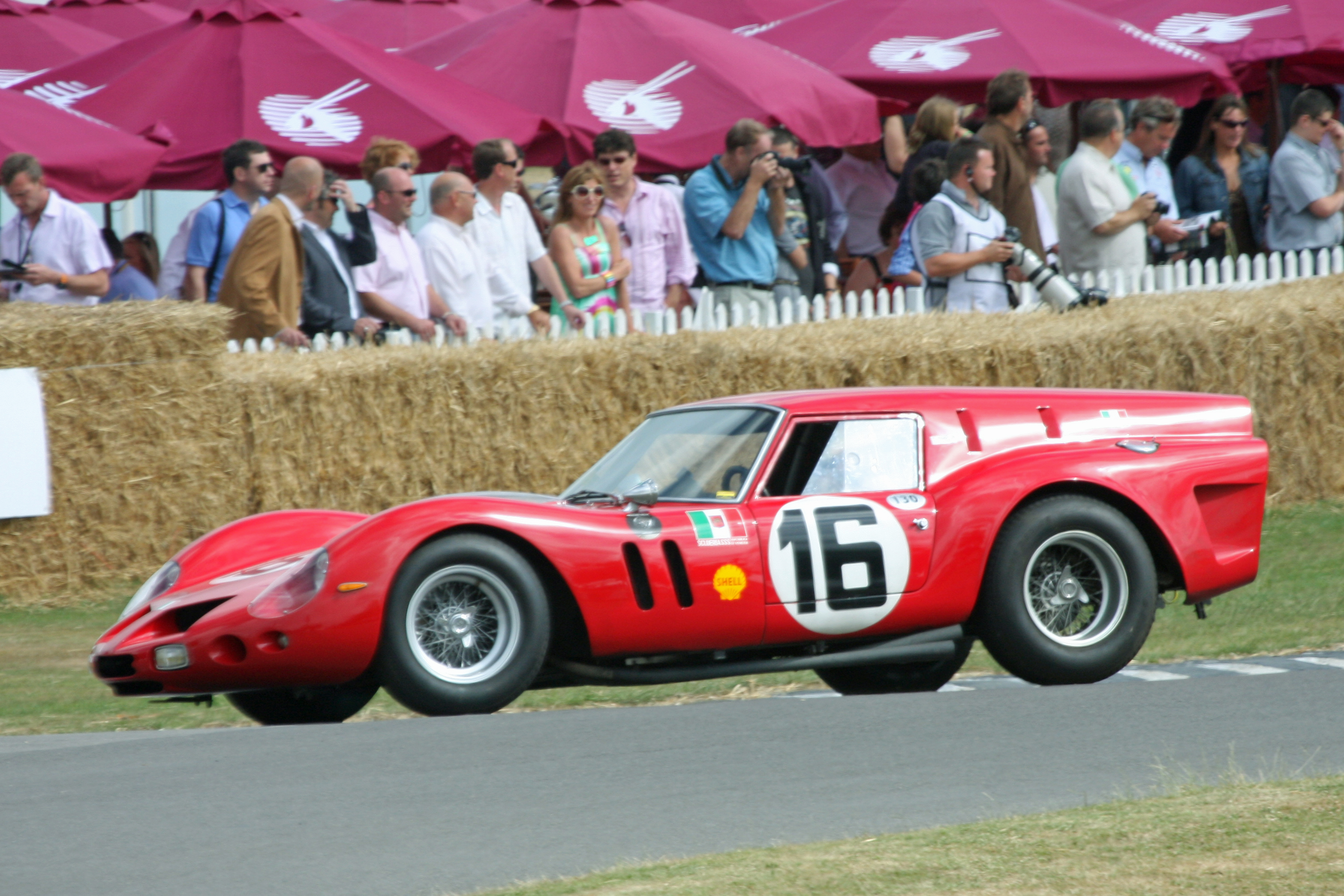
La Ferrari 250 GT Drogo, meglio conosciuta come "Breadvan" (furgone del pane). Esemplare unico per le competizioni, realizzato da Piero Drogo e Giotto Bizzarrini, su telaio Ferrari 250 passo corto (SWB), per conto della Scuderia Serenissima di Giovanni Volpi, nel 1962.

Piero Francesco Carlo è figlio di Luigi Drogo e Rosina Monzeglio (imparentata con il calciatore Eraldo Monzeglio); nasce a Vignale Monferrato, piccolo paese della provincia di Alessandria, di cui è originaria la madre e dove il padre, di origine siciliana, si era trasferito per lavoro.
All'inizio degli anni '50, poco più che ventenne e con una forte passione per le corse automobilistiche, Piero si trasferì in Venezuela dove iniziò la carriera di pilota nel 1956.
Sul circuito El Limón di Maracay, riuscì a classificarsi al primo posto a bordo di una Mercedes-Benz 300 SL e in seguito partecipò al Gran Premio del Venezuela nel circuito Los Proceres di Caracas. L'auto utilizzata era una Ferrari 500 TR (chassis 068MDTR) e riuscì a classificarsi all'ottavo posto.
Nel 1957, con la stessa autovettura, in coppia con Julio Pola e sotto i colori della Scuderia Madunina Venezuela partecipò nuovamente al Gran Premio del Venezuela e si piazzò al settimo posto.
Nel 1957 acquistò una Ferrari 250 Testa Rossa carrozzata da Scaglietti (chassis 0714TR), con cui partecipò alla 1000 km di Buenos Aires in coppia con il venezuelano Julio Pola piazzandosi al settimo posto e poi nel 1958 al Gran Premio di Cuba dove giunse dodicesimo.
Proprio questa vettura sarà destinata a diventare una delle Ferrari più celebri ma soprattutto la più costosa; da Drogo passò di proprietà al petroliere e pilota texano Alan Connell poi all'uomo d'affari Wayne Burnett di Chicago e, nel 2009, ad un'asta tenutasi a Maranello venne venduta per la cifra di oltre 9 milioni di euro.
Nel 1958 partecipò alla 24 Ore di Le Mans in coppia con il pilota cubano Alfonso Gómez Mena guidando una Ferrari 250 (chassis 0722TR) di proprietà dello stesso Alfonso Gómez Mena; non conclusero la gara.
Sempre nel 1958 rientrò definitivamente in Italia e si trasferì a Bomporto, in provincia di Modena, dove, nel 1959 si sposò con Anna Pia Fornaciari.
Nel 1959 il pilota brasiliano Fritz d'Orey insieme a Piero Drogo decise di partecipare alla 46ª edizione del Tour de France; per farlo d'Orey acquistò una Ferrari 250 GT dalla contessa romana Elvira Vaselli.
Sempre nel 1959, in coppia con il campano Mennato Boffa, partecipò alla 43ª edizione della Targa Florio giungendo al quinto posto su una Maserati A6G della Scuderia Centro Sud.
Piero Drogo concluse la sua attività di pilota nel 1960 partecipando al Gran Premio d'Italia, a Monza, a bordo di una Cooper T43 Climax della Scuderia Colonia. Nella competizione si classificò all'ottavo posto.
Il lodigiano Ettore Chimeri e Piero Drogo, erano entrambi italiani emigrati in Venezuela e pertanto avevano licenze da pilota rilasciate in quel paese; per questo motivo risultano essere i primi piloti venezuelani ad approdare in Formula 1. Il Venezuela ha poi dovuto attendere oltre vent'anni per averne un altro, con la prima partecipazione di Johnny Cecotto nel 1983.

## Carrozzeria Sports Cars
Dopo il ritiro dalle competizioni per un breve periodo lavorò nel reparto meccanico della Stanguellini di Modena affinando la conoscenza costruttiva dell'auto dopo averla vissuta da pilota.
Poco dopo, a Modena, fondò la Carrozzeria Sports Cars.
Nei successivi dieci anni di attività l'azienda realizzò molti modelli per altrettanti importanti clienti, quasi tutti su meccanica e telaio Ferrari, ma anche Iso Rivolta, Jaguar e Maserati.

## Morte
Piero Drogo perse la vita nel 1973, a 46 anni, in un incidente stradale nei pressi di Bologna. Si trovava alla guida della sua Ferrari 250 GT California quando andò a schiantarsi contro un camion in una galleria.

## Risultati in Formula 1
| 1960 | Scuderia | Vettura |  |  |  |  |  |  |  |  |   |  |  | Punti | Pos. |
| ---- | -------- | ------- |  |  |  |  |  |  |  |  | - |  |  | ----- | ---- |
| 1960 | Colonia  | T43     |  |  |  |  |  |  |  |  | 8 |  |  | 0     |      |

| Legenda | 1º posto     | 2º posto | 3º posto    | A punti         | Senza punti/Non class.  | Grassetto – Pole position Corsivo – Giro più veloce |
| Legenda | Squalificato | Ritirato | Non partito | Non qualificato | Solo prove/Terzo pilota | Grassetto – Pole position Corsivo – Giro più veloce |